# Opération Frequent Wind

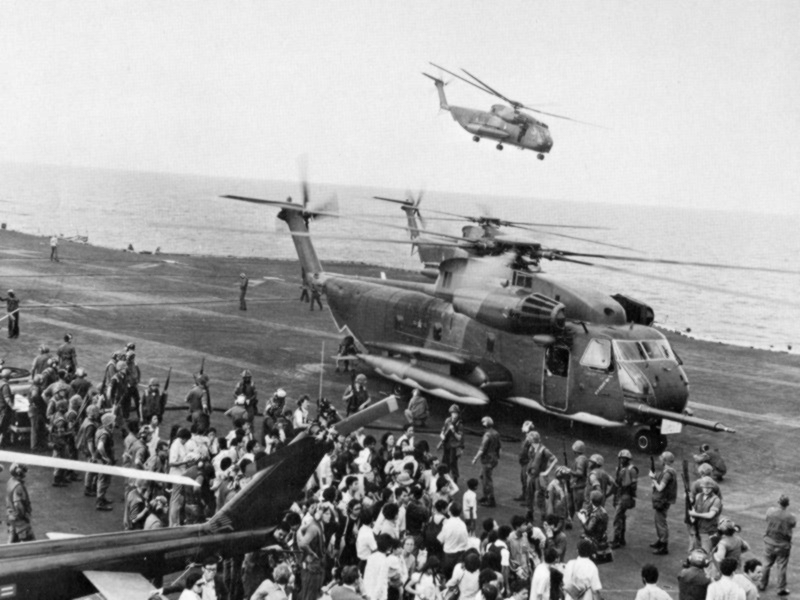
Dépose des passagers sur un navire américain.

L’opération Frequent Wind est l'évacuation par hélicoptère de civils américains et de Vietnamiens « prioritaires » de la capitale de la République du Viêt Nam Saïgon (future Hô-Chi-Minh-Ville) les 29 et 30 avril 1975 lors des derniers jours de la guerre du Viêt Nam. Plus de 7 000 personnes ont été évacuées lors de l'opération, grâce à une cinquantaine d'hélicoptères américains qui firent la rotation entre Saigon et les navires de l'US Navy au large du Vietnam.  

## Historique
Au début du mois de mars, des avions avaient commencé à évacuer des civils dans les pays voisins de la République du Viêt Nam. À la mi-avril, des plans d'urgence étaient établis sur la base des procédures standards d'évacuation des ambassades américaines par hélicoptère. Avec l'effondrement imminent de Saïgon, la Task Force 76 a été constituée au large de la côte près de Vũng Tàu pour soutenir une évacuation par hélicoptère et fournir un appui aérien si nécessaire. Le soutien aérien ne fut pas nécessaire, puisque les Nord-Vietnamiens n'ont pas interféré avec les évacuations. 
Le 28 avril, la base aérienne de Tan Son Nhut (en) fut prise pour cible par l'artillerie et des avions de la Force aérienne de la République démocratique du Viêt Nam. L'évacuation par avion devenant impossible, l'opération Frequent Wind fut lancée. Celle-ci devait avoir lieu surtout à partir du quartier-général du Military Assistance Command, Vietnam. Elle a commencé dans l'après-midi du 29 avril et a été achevé la nuit même avec seulement quelques dommages par armes légères aux hélicoptères. L'ambassade des États-Unis à Saïgon, point d'évacuation secondaire pour le personnel des ambassades, fut rapidement submergée par des personnes désespérées en quête d'une évacuation. Le 30 avril, l'ambassade est évacuée, mais quelque 400 ressortissants de pays tiers sont laissés derrière. 
Avec l'effondrement acté de la République du Viêt Nam, un nombre inconnu d'hélicoptères et d'avions de la Force aérienne de la République du Viêt Nam s'ajoutèrent à la flotte d'évacuation. Le surnombre d'hélicoptères sur les ponts des navires a fait qu'en fin de compte, certains ont été jetés à la mer pour faire de la place pour que d'autres puissent se poser. Certains pilotes d'hélicoptères, après avoir déposé leurs passagers, décollèrent et abandonnèrent leur appareil dans la mer, sautant juste avant pour être ramenés aux navires. 
Lors de l'évacuation initiale par avion, 50 493 personnes ont été évacuées. Dans l'opération Frequent Wind, un total de 1 373 Américains et 5 595 Vietnamiens et ressortissants de pays tiers ont été évacués par hélicoptère.

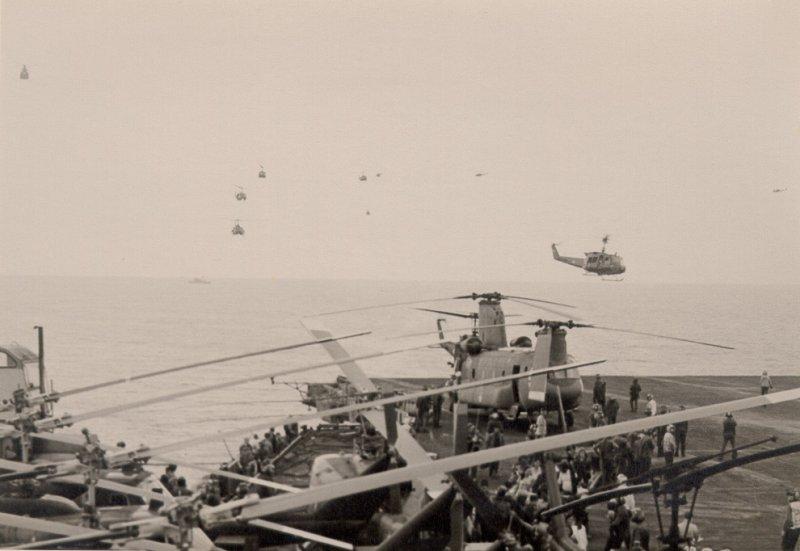
Arrivées d'hélicoptères vers la flotte d'évacuation.
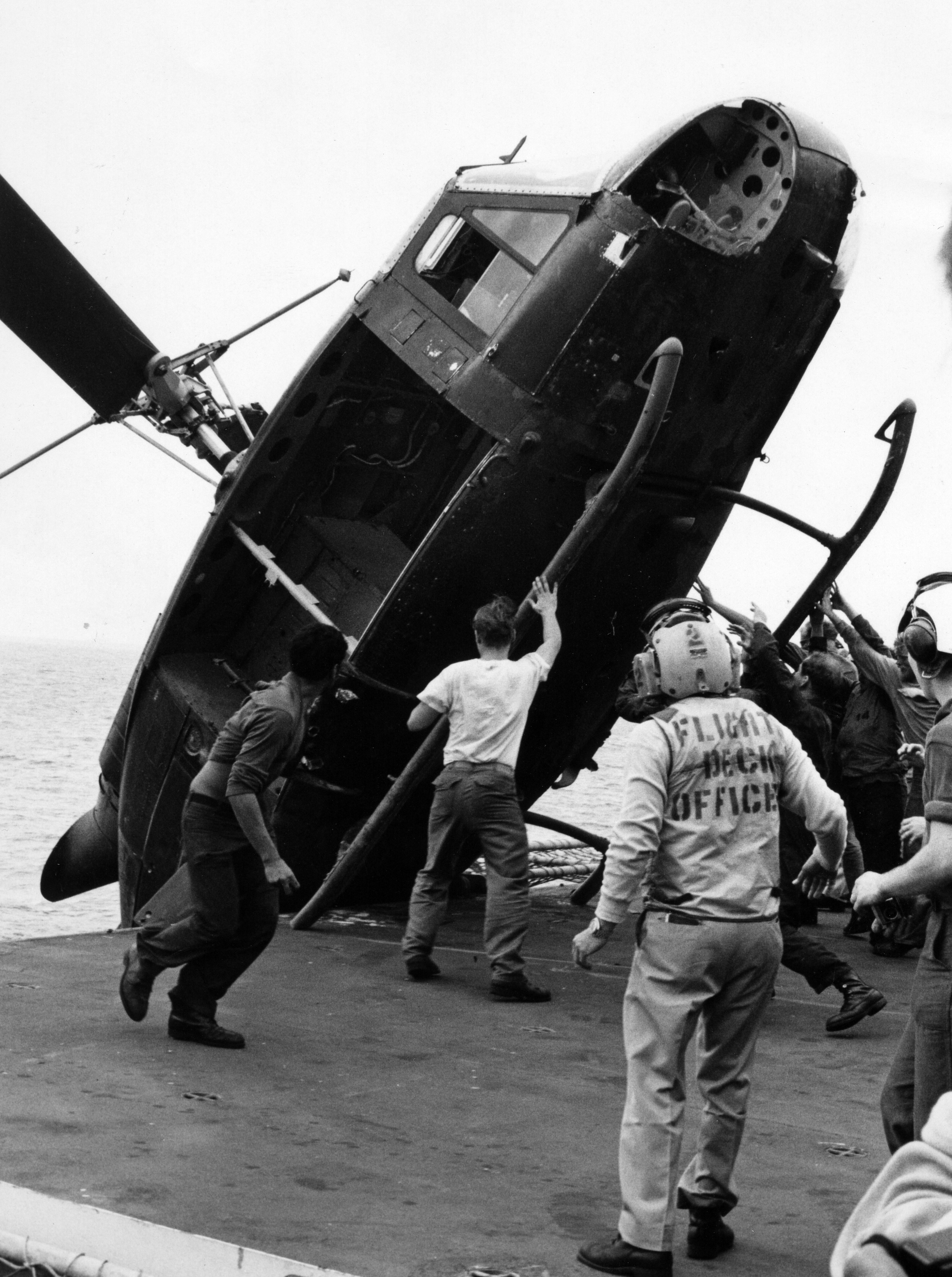
Un hélicoptère poussé à la mer pour gagner de la place.
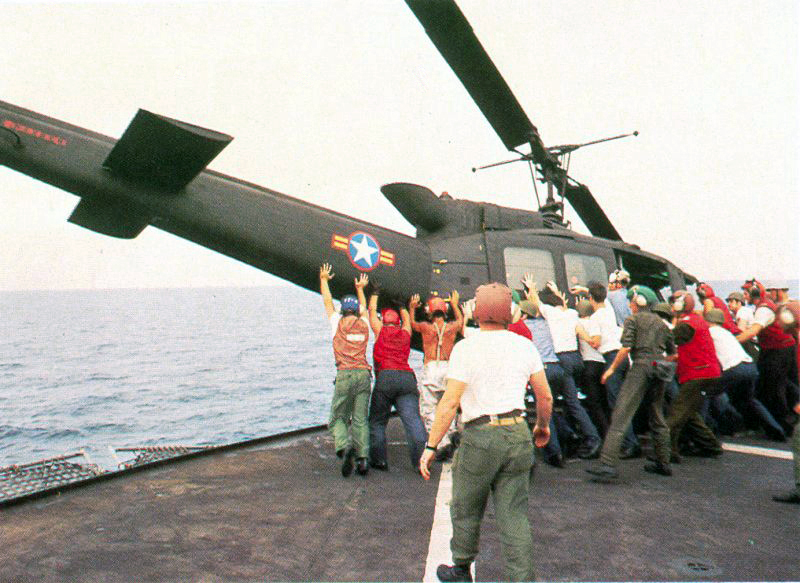
Un autre hélicoptère poussé à la mer
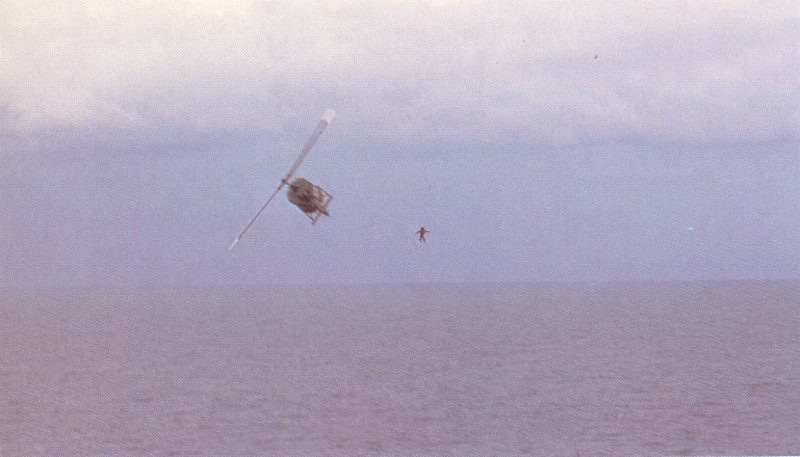
Un pilote se jette à la mer en abandonnant son hélicoptère
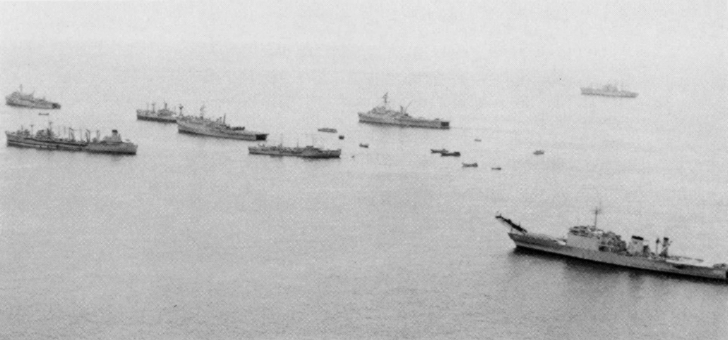
Navires américains utilisés durant l'opération Frequent Wind.